# Saltos ornamentais no Campeonato Mundial de Esportes Aquáticos de 2024 - Plataforma 10 m sincronizado feminino

A prova da plataforma 10 m sincronizado feminino dos saltos ornamentais no Campeonato Mundial de Esportes Aquáticos de 2024 foi realizada no dia 6 de fevereiro de 2024 em Doha, no Catar.

## Cronograma
Todos os horários estão na hora local (UTC+3).
| Data           | Hora  | Evento |
| -------------- | ----- | ------ |
| 6 de fevereiro | 18:32 | Final  |

## Formato da competição
A competição consiste em apenas uma rodada final, a equipe com melhor pontuação garante a medalha de ouro.

## Medalhistas
| Ouro                              | Prata                                    | Bronze                                                  |
| China · Chen Yuxi · Quan Hongchan | Coreia do Norte · Jo Jin-mi · Kim Mi-rae | Grã-Bretanha · Andrea Spendolini-Sirieix · Lois Toulson |

## Resultados
A final foi realizado no dia 6 de fevereiro às 18:32.
| Pos.              | Nacionalidade   | Saltadoras                             |        |
| Pos.              | Nacionalidade   | Saltadoras                             | Pontos |
| ----------------- | --------------- | -------------------------------------- | ------ |
| Medalha de ouro   | China           | Chen Yuxi Quan Hongchan                | 362.22 |
| Medalha de prata  | Coreia do Norte | Jo Jin-mi Kim Mi-rae                   | 320.70 |
| Medalha de bronze | Grã-Bretanha    | Andrea Spendolini-Sirieix Lois Toulson | 299.34 |
| 4                 | México          | Gabriela Agúndez Alejandra Orozco      | 296.34 |
| 5                 | Ucrânia         | Kseniya Baylo Sofiya Lyskun            | 292.50 |
| 6                 | Canadá          | Caeli McKay Kate Miller                | 287.34 |
| 7                 | Alemanha        | Christina Wassen Elena Wassen          | 277.98 |
| 8                 | Estados Unidos  | Jessica Parratto Delaney Schnell       | 271.26 |
| 9                 | Japão           | Matsuri Arai Minami Itahashi           | 270.90 |
| 10                | Austrália       | Nikita Hains Melissa Wu                | 266.58 |
| 11                | Coreia do Sul   | Kim Na-hyun Kwon Ha-lim                | 240.36 |
| 12                | Malásia         | Pandelela Rinong Nur Dhabitah Sabri    | 240.06 |
| 13                | Espanha         | Valeria Antolino Ana Carvajal          | 237.24 |
| 14                | França          | Jade Gillet Emily Halifax              | 231.60 |
| 15                | Porto Rico      | Lauren Burch Elizabeth Miclau          | 224.28 |
| 16                | Macau           | Lo Ka Wai Zhao Hang U                  | 155.88 |